# PGC 83751
LEDA/PGC 83751 (= NGC 4911A) ist eine Linsenförmige Galaxie vom Hubble-Typ S0 im Sternbild Haar der Berenike am Nordsternhimmel. Sie ist schätzungsweise 371 Millionen Lichtjahre von der Milchstraße entfernt und hat einen Durchmesser von etwa 75.000 Lichtjahren. Vom Sonnensystem aus entfernt sich das Objekt mit einer errechneten Radialgeschwindigkeit von näherungsweise 8.300 Kilometern pro Sekunde.
Gemeinsam mit NGC 4911 bildet sie das Galaxienpaar Holm 499. Im selben Himmelsareal befinden sich unter anderem die Galaxien NGC 4919, PGC 83750, PGC 126750, PGC 126751.